# Greenwood (Florida)
Greenwood è una città degli Stati Uniti d'America, situata in Florida, nella Contea di Jackson.